# سريان (إيران)
سريان هي قرية في مقاطعة أصفهان، إيران. يقدر عدد سكانها بـ 244 نسمة بحسب إحصاء 2016.